# Varbergs församling
Varbergs församling är en församling i Varbergs och Falkenbergs kontrakt i Göteborgs stift. Församlingen utgör ett eget pastorat och ligger i Varbergs kommun i Hallands län.

## Administrativ historik
Församlingen har medeltida ursprung. Församlingen utgjorde fram till 1616 ett eget pastorat, för att därefter vara moderförsamling i pastoratet Varberg, Lindberg och Torpa. Från 1882 utgjorde Varbergs församling åter ett eget pastorat.

## Series pastorum
Series pastorum för Varbergs församling:
- Martini Bosön, cirka 1400
- Andreas Nicolausön, cirka 1400
- Marqvard, cirka 1405
- Claws Agesön, cirka 1455
- Henrik Klawesön, cirka 1467
- Jens Lauritzön, cirka 1500–1530
- Svend Jensen, 1530–1565
- Hans Uge, cirka 1572–1591
- Christopher Jacobi Berg, cirka 1616
- Jörgen Jacobi, cirka 1624–1630
- Niels Aagesön, 1631–1643
- Hans Fredrici Hjort, 1643–1653
- Lars Hansson Bruun, 1653–1688
- Roserus von Achern, 1689–1695
- Lars Dahlberg, 1696–1726
- Eberhard Dahlberg, 1726–1751
- Anund Bengtsson Hammar, 1752–1779
- Martin Erik Strantze, 1781–1782
- Erik Bergsten, 1783–1794
- Jonas Wahlgren, 1795–1811
- Jonas Nordvall, 1812–1834
- Johan Lindberg, 1836–1843
- Gunnar Petersson, 1844–1880
- Magnus Ullman, 1882–1919
- Ernst Sjöblom, 1921–1953
- Gunnar Svenungsson, 1953–1962
- Frans Ergardt, 1962–1967
- Gösta Backlund, 1967–1978
- Lennart Flood, 1978–1986
- Ola Larsson, 1987–1997
- Carl-Ingvar Facks, 1997–2010
- Anders Moqvist, 2010–2014
- Fredrik Ivarsson, 2014–2024
- Lennart Lundqvist 2024 -

## Organist
| Verksam   | Namn                       | Levnadstid | Övrigt                 |
| --------- | -------------------------- | ---------- | ---------------------- |
| 1705–1706 | Andreus Nordelin           | 1676–1706  | Organist.              |
| 1712–1730 | Johan Beijer               | –1730      | Organist.              |
| 1737–1760 | Jonas Bereén               | 1703–1760  | Organist.              |
| 1761–1796 | Jonas Stenbeck             |            | Kantor.                |
| 1819–1820 | Anders Wilhelm Wimmerstedt | 1800–1852  | Organist.              |
| 1863–1881 | Gustaf Stolpe              | 1833–1901  | Organist.              |
| 1883–     | Alfred Lundgren            | 1843–1916  | Klockare och organist. |
| 1926–1945 | Viking Dahl                | 1895–1945  | Organist.              |
| 1945–1964 | Folke Alm                  | 1917–2002  | Organist.              |
|           | Erik Mohlin                |            | Organist.              |
| 2014–     | Christina ”Cina” Wide      |            | Organist.              |

### Klockare
| Verksam   | Namn            | Levnadstid | Övrigt    |
| --------- | --------------- | ---------- | --------- |
| 1762      | Sven Gammelin   |            | Klockare. |
| 1770      | Peter Blekman   |            | Klockare. |
| 1819–1820 | Magnus Liedberg | 1789–      | Klockare. |

## Kyrkor
- Varbergs kyrka
- Apelvikshöjds kyrka
- Sollyckans kyrka
- sjukhuskyrkan på Sjukhuset i Varberg

### Tidigare kyrkor
- Caroli kyrka, nedbrunnen 1767.
- Brunnsbergs kyrka, såld 2011 till den romersk-katolska församlingen i Halland.[21]